# Snyder (Nebraska)
Snyder – wieś w Stanach Zjednoczonych, w stanie Nebraska, w hrabstwie Dodge.